# Дискографија групе Marilyn Manson
Америчка рок група Мерилин Менсон објавила је десет студијских албума, један албум уживо, један компилацијски албум, два ЕПа, тридесет синглова, осам промотивних синглова, шест DVD издања и четрдесет музичких спотова.
Након оснивања бенда 1989. године и потписивања уговора са издавачким кућама Nothing Records и Interscope, бенд је објавио свој први студијски албум Portrait of an American Family, 19. јула 1994. године. Албум након објављивања није доживео велики комерцијални успех, али је награђен златним сертификатом од стране Америчког удружења дискографских кућа. Године 1995. бенд је издао ЕП Smells Like Children, који је доживео велики комерцијали успех и продат је у више од милион примерака у Сједињеним Државама.
Други студијски албум под називом Antichrist Superstar, бенд је објавио 8. октобра 1996. године, а он се нашао на трећој позицији америчке листе Билборд 200 и продат је у 1,9 милиона примерака у Сједињеним Државама, а у више од 7 милиона примерака широм света. Трећи студијски албум Mechanical Animals објављен је 15. септембра 1998. године, доживео је комерцијални и критички успех, а нашао се на првом месту листе Билборд 200, као и на првим местима листа у Аустралији и Канади. Након издања албума Mechanical Animals објављен је и уживо албум The Last Tour on Earth, на којем се нашао промотивни сингл Astonishing Panorama of the Endtimes.
Године 2000. бенд је објавио албум Holy Wood (In the Shadow of the Valley of Death) који је такође имао велики успех у читавом свету. Пети студијски албум под називом The Golden Age of Grotesque објављен је 13. маја 2003. године и доживео је скроман комерцијални успех, нашао се на првом месту по броју проданих албума. До новембра 2008. године, албум је продат у 526.000 примерака у Сједињеним Државама. The Golden Age of Grotesque је највећи успех забележио у Европи.
Шести студијски албум Eat Me, Drink Me објављен је 5. јуна 2007. године и дебитовао је на осмој позицији листе Билборд 200. Седми студијски албум The High End of Low објављен је 2009. године и нашао се на четвртом месту канадске и америчке листе албума.
Након потписивања новог уговора са издавачком кућом Cooking Vinyl, бенд је објавио албум Born Villain, 1. маја 2012. године. Девети студијски албум The Pale Emperor објављен је 20. јануара 2015. године и нашао се на осмом месту листе у Сједињеним Државама, са највећом недељном продајом још од издавања албума Eat Me, Drink Me, 2007. године. Десети студијски албум Heaven Upside Down бенд је објавио 6. октобра 2017. године.

## Албуми

### Студијски албуми
| Назив | Детаљи | Позиција | Позиција | Позиција | Позиција | Позиција | Позиција | Позиција | Позиција | Позиција | Позиција | Сертификат                                                                                       | Број проданих примерака                         |
| Назив | Детаљи | САД      | АУС      | АУС 40   | КАН      | ФИН      | ФРА      | НЕМ      | НЗ       | ШВА      | УК       | Сертификат                                                                                       | Број проданих примерака                         |
| --- | --- | -------- | -------- | -------- | -------- | -------- | -------- | -------- | -------- | -------- | -------- | ------------------------------------------------------------------------------------------------ | ----------------------------------------------- |
| Portrait of an American Family                                                                                | - Датум објављивања: 19. јул 1994. - Издавачка кућа: Nothing Records, Interscope Records - Формат: ЦД, касета, винил | —        | —        | —        | —        | —        | —        | —        | —        | —        | —        | - RIAA: Златно - BPI: Сребрно                                                                    | - САД: 645,000                                  |
| Antichrist Superstar                                                                                          | - Датум објављивања: 8. октобар 1996. - Издавачка кућа: Nothing, Interscope - Формат: ЦД, касета, винил              | 3        | 41       | 37       | 2        | 13       | 116      | 100      | 5        | —        | 73       | - RIAA: Платина - ARIA: Златно - BPI: Златно - MC: 2× Платина - RIANZ: Платина                   | - Свет: 7,000,000 - САД: 1,900,000              |
| Mechanical Animals                                                                                            | - Датум објављивања: 15. септембар 1998. - Издавачка кућа: Nothing, Interscope - Формат: ЦД, касета, винил           | 1        | 1        | 6        | 1        | 6        | 14       | 7        | 3        | 44       | 8        | - RIAA: Платина - ARIA: Златно - BPI: Златно - MC: Платина - RIANZ: Платина                      | - САД: 1,409,000                                |
| Holy Wood (In the Shadow of the Valley of Death)                                                              | - Датум објављивања: 14. новембар 2000. - Издавачка кућа: Nothing, Interscope - Формат: ЦД, касета, винил            | 13       | 8        | 6        | 13       | 25       | 12       | 11       | 18       | 20       | 23       | - RIAA: Златно - BPI: Златно - IFPI ШВА: Златно - MC: Златно                                     | - САД: 573,000                                  |
| The Golden Age of Grotesque                                                                                   | - Датум објављивања: 13. мај 2003. - Издавачка кућа: Nothing, Interscope - Формат: ЦД, касета, винил                 | 1        | 5        | 1        | 1        | 8        | 2        | 1        | 16       | 1        | 4        | - ARIA: Златно - BPI: Златно - BVMI: Златно - IFPI АУС: Златно - IFPI ШВА: Златно - SNEP: Златно | - САД: 526,000 - FRA: 120,000                   |
| Eat Me, Drink Me                                                                                              | - Датум објављивања: 5. јун 2007. - Издавачка кућа: Interscope - Формат: ЦД, дигитално преузимање                    | 8        | 9        | 2        | 8        | 9        | 5        | 4        | 18       | 4        | 8        |                                                                                                  |                                                 |
| The High End of Low                                                                                           | - Датум објављивања: 26. мај 2009. - Издавачка кућа: Interscope - Формат: ЦД                                         | 4        | 12       | 6        | 4        | 9        | 9        | 11       | 8        | 6        | 19       |                                                                                                  | - САД: 148,000                                  |
| Born Villain                                                                                                  | - Датум објављивања: 1. мај 2012. - Издавачка кућа: Cooking Vinyl - Формат: ЦД, касета, винил                        | 10       | 16       | 4        | 8        | 18       | 8        | 5        | 19       | 2        | 14       |                                                                                                  | - САД: 122,000 - Европа: 100,000+ - ФРА: 15,000 |
| The Pale Emperor                                                                                              | - Датум објављивања: 20. јануар 2015. - Издавачка кућа: Hell, etc. - Формат: ЦД, касета, винил                       | 8        | 6        | 4        | 4        | 10       | 5        | 4        | 5        | 1        | 16       |                                                                                                  | - САД: 136,000 - ФРА: 30,000                    |
| Heaven Upside Down                                                                                            | - Датум објављивања: 6. октобар 2017. - Издавачка кућа: Loma Vista Recordings - Формат: ЦД, касета, винил            | 8        | 4        | 4        | 4        | 8        | 10       | 9        | 6        | 3        | 7        |                                                                                                  | - САД: 52,000                                   |
| "—" означава издање које или није дебитовало на тој топ-листи или није дебитовало у/на тој држави/територији. | |          |          |          |          |          |          |          |          |          |          |                                                                                                  |                                                 |

### Уживо албуми
| Назив                  | Детаљи                                                                                          | Позиција | Позиција | Позиција | Позиција | Позиција | Позиција | Позиција | Сертификат     | Број проданих примерака |
| Назив                  | Детаљи                                                                                          | САД      | АУС      | ФРА      | НЕМ      | НЗ       | ШВЕ      | УК       | Сертификат     | Број проданих примерака |
| ---------------------- | ----------------------------------------------------------------------------------------------- | -------- | -------- | -------- | -------- | -------- | -------- | -------- | -------------- | ----------------------- |
| The Last Tour on Earth | - Датум објављивања: 13. новембар 1999. - Издавачка кућа: Nothing, Interscope - Formats: CD, CS | 82       | 50       | 62       | 46       | 38       | 59       | 61       | - BPI: Сребрно | - САД: 305,000          |

### Компилацијски албуми
| Назив                       | Детаљи                                                                                      | Позиција | Позиција | Позиција | Позиција | Позиција | Позиција | Позиција | Позиција | Позиција | Позиција | Сертификат                                                                 | Број проданих примерака |
| Назив                       | Детаљи                                                                                      | САД      | АУС      | АУС 40   | КАН      | ФИН      | ФРА      | НЕМ      | НЗ       | ШВА      | УК       | Сертификат                                                                 | Број проданих примерака |
| --------------------------- | ------------------------------------------------------------------------------------------- | -------- | -------- | -------- | -------- | -------- | -------- | -------- | -------- | -------- | -------- | -------------------------------------------------------------------------- | ----------------------- |
| Lest We Forget: The Best Of | - Датум објављивања: 28. септембар 2004. - Издавачка кућа: Interscope - Formats: CD, CS, LP | 9        | 15       | 3        | 3        | 22       | 2        | 4        | 9        | 5        | 4        | - RIAA: Златно - ARIA: Златно - SNEP: Златно - BPI: Платина - BVMI: Златно | - САД: 1,000,000        |

## Епови
| Назив | Детаљи                                                                                             | Позиција | Позиција | Позиција | Позиција | Позиција | Сертификат                                    | Број проданих примерака |
| Назив | Детаљи                                                                                             | САД      | АУС      | КАН      | ФИН      | УК       | Сертификат                                    | Број проданих примерака |
| --- | -------------------------------------------------------------------------------------------------- | -------- | -------- | -------- | -------- | -------- | --------------------------------------------- | ----------------------- |
| Smells Like Children                                                                                          | - Датум објављивања: 24. октобар 1995. - Издавачка кућа: Nothing, Interscope - Formats: CD, CS, LP | 31       | 73       | 42       | —        | —        | - RIAA: Платина - CRIA: Платина - BPI: Златно | - САД: 1,309,000+       |
| Remix & Repent                                                                                                | - Датум објављивања: 25. новембар 1997. - Издавачка кућа: Nothing, Interscope - Formats: CD, CS    | 102      | 49       | 69       | 18       | 163      |                                               |                         |
| "—" означава издање које или није дебитовало на тој топ-листи или није дебитовало у/на тој држави/територији. | |          |          |          |          |          |                                               |                         |

## Синглови
| Назив | Година | Позиција | Позиција | Позиција | Позиција | Позиција | Позиција | Позиција | Позиција | Позиција | Позиција | Сертификат                                       | Албум                                            |
| Назив | Година | САД Alt  | САД Main | АУС      | АУС 40   | НЕМ      | ИР       | ХОЛ      | ШВЕ      | ШВА      | УК       | Сертификат                                       | Албум                                            |
| --- | ------ | -------- | -------- | -------- | -------- | -------- | -------- | -------- | -------- | -------- | -------- | ------------------------------------------------ | ------------------------------------------------ |
| "Get Your Gunn"                                                                                               | 1994   | —        | —        | 97       | —        | —        | —        | —        | —        | —        | —        |                                                  | Portrait of an American Family                   |
| "Lunchbox" | 1995   | —        | —        | 81       | —        | —        | —        | —        | —        | —        | —        |                                                  | Portrait of an American Family                   |
| "Sweet Dreams (Are Made of This)"                                                                             | 1995   | 26       | 31       | 28       | —        | —        | —        | —        | —        | —        | 135      |                                                  | Smells Like Children                             |
| "The Beautiful People"                                                                                        | 1996   | 26       | 29       | 42       | —        | —        | —        | 96       | —        | —        | 18       | - IFPI ШВЕ: Златно                               | Antichrist Superstar                             |
| "Tourniquet"                                                                                                  | 1997   | —        | 30       | 52       | —        | —        | —        | —        | —        | —        | 28       |                                                  | Antichrist Superstar                             |
| "Long Hard Road Out of Hell"                                                                                  | 1997   | —        | —        | —        | —        | —        | —        | —        | —        | —        | —        |                                                  | Spawn                                            |
| "The Dope Show"                                                                                               | 1998   | 15       | 12       | 20       | —        | —        | —        | 63       | 53       | —        | 12       | - IFPI SWE: Златно                               | Mechanical Animals                               |
| "I Don't Like the Drugs (But the Drugs Like Me)"                                                              | 1999   | 36       | 25       | 45       | —        | —        | —        | 83       | —        | —        | —        |                                                  | Mechanical Animals                               |
| "Rock Is Dead"                                                                                                | 1999   | 30       | 28       | —        | —        | —        | —        | —        | —        | —        | 23       |                                                  | Mechanical Animals                               |
| "Disposable Teens"                                                                                            | 2000   | 24       | 22       | 46       | —        | 64       | 34       | 99       | 52       | 73       | 12       |                                                  | Holy Wood (In the Shadow of the Valley of Death) |
| "The Fight Song"                                                                                              | 2001   | —        | —        | —        | 59       | 67       | 47       | —        | —        | —        | 24       |                                                  | Holy Wood (In the Shadow of the Valley of Death) |
| "The Nobodies"                                                                                                | 2001   | —        | —        | —        | —        | —        | —        | —        | —        | 96       | 34       |                                                  | Holy Wood (In the Shadow of the Valley of Death) |
| "Tainted Love"                                                                                                | 2001   | 33       | 30       | —        | 2        | 3        | 11       | 44       | 11       | 2        | 5        | - IFPI АУС: Златно - BPI: Сребрно - BVMI: Златно | Ово није глупи тинејџерски филм                  |
| "Mobscene" | 2003   | 26       | 18       | 31       | 15       | 20       | 27       | 84       | 18       | 6        | 13       |                                                  | The Golden Age of Grotesque                      |
| "This Is the New Shit"                                                                                        | 2003   | —        | —        | 31       | 24       | 25       | 50       | —        | 59       | 44       | 29       |                                                  | The Golden Age of Grotesque                      |
| "Personal Jesus"                                                                                              | 2004   | 12       | 20       | 30       | 10       | 11       | 46       | 89       | 39       | 13       | 13       |                                                  | Lest We Forget                                   |
| "The Nobodies 2005"                                                                                           | 2005   | —        | —        | —        | 56       | 65       | —        | —        | —        | 42       | —        |                                                  | Lest We Forget                                   |
| "Heart-Shaped Glasses (When the Heart Guides the Hand)"                                                       | 2007   | 24       | 31       | —        | 41       | 49       | 46       | —        | 18       | —        | 19       |                                                  | Eat Me, Drink Me                                 |
| "Putting Holes in Happiness"                                                                                  | 2007   | —        | —        | —        | —        | 83       | —        | —        | —        | —        | —        |                                                  | Eat Me, Drink Me                                 |
| "We're from America"                                                                                          | 2009   | —        | —        | —        | —        | —        | —        | —        | —        | —        | —        |                                                  | The High End of Low                              |
| "Arma-goddamn-motherfuckin-geddon"                                                                            | 2009   | —        | 37       | —        | —        | 67       | —        | —        | 48       | —        | 114      |                                                  | The High End of Low                              |
| "No Reflection"                                                                                               | 2012   | —        | 26       | —        | —        | —        | —        | —        | —        | —        | —        |                                                  | Born Villain                                     |
| "Slo-Mo-Tion"                                                                                                 | 2012   | —        | —        | —        | —        | —        | —        | —        | —        | —        | —        |                                                  | Born Villain                                     |
| "Third Day of a Seven Day Binge"                                                                              | 2014   | —        | —        | —        | —        | —        | —        | —        | —        | —        | —        |                                                  | The Pale Emperor                                 |
| "Deep Six" | 2015   | —        | 8        | —        | —        | —        | —        | —        | —        | —        | —        |                                                  | The Pale Emperor                                 |
| "Cupid Carries a Gun"                                                                                         | 2015   | —        | —        | —        | —        | —        | —        | —        | —        | —        | —        |                                                  | The Pale Emperor                                 |
| "We Know Where You Fucking Live"                                                                              | 2017   | —        | —        | —        | —        | —        | —        | —        | —        | —        | —        |                                                  | Heaven Upside Down                               |
| "Kill4Me" | 2017   | —        | 5        | —        | —        | —        | —        | —        | —        | —        | —        |                                                  | Heaven Upside Down                               |
| "Cry Little Sister"                                                                                           | 2018   | —        | —        | —        | —        | —        | —        | —        | —        | —        | —        |                                                  | The New Mutants                                  |
| "—" означава издање које или није дебитовало на тој топ-листи или није дебитовало у/на тој држави/територији. |        |          |          |          |          |          |          |          |          |          |          |                                                  |                                                  |

### Промотивни синглови
| Назив                                  | Година | Позиција | Албум                          |
| Назив                                  | Година | САД Main | Албум                          |
| -------------------------------------- | ------ | -------- | ------------------------------ |
| "Dope Hat"                             | 1995   | —        | Portrait of an American Family |
| "Antichrist Superstar"                 | 1996   | —        | Antichrist Superstar           |
| "Man That You Fear"                    | 1997   | —        | Antichrist Superstar           |
| "Coma White"                           | 1999   | —        | Mechanical Animals             |
| "Astonishing Panorama of the Endtimes" | 1999   | —        | Celebrity Deathmatch           |
| "You and Me and the Devil Makes 3"     | 2007   | —        | Eat Me, Drink Me               |
| "The Mephistopheles of Los Angeles"    | 2015   | —        | The Pale Emperor               |
| "The Devil Beneath My Feet"            | 2015   | —        | The Pale Emperor               |
| "Tattooed in Reverse"                  | 2018   | 35       | Heaven Upside Down             |

## Остале песме
| Назив                                          | Година | Позиција | Позиција       | Позиција           | Позиција                | Албум                       |
| Назив                                          | Година | УК рок   | Hot Rock Songs | Rock Digital Songs | Hard Rock Digital Songs | Албум                       |
| ---------------------------------------------- | ------ | -------- | -------------- | ------------------ | ----------------------- | --------------------------- |
| "Doll-Dagga Buzz-Buzz Ziggety-Zag"             | 2012   | 15       | —              | —                  | —                       | The Golden Age of Grotesque |
| "This Is Halloween"                            | 2014   | —        | —              | 50                 | —                       | Nightmare Revisited         |
| "Killing Strangers"                            | 2015   | —        | —              | —                  | 10                      | The Pale Emperor            |
| "This Is Halloween"                            | 2017   | —        | 25             | —                  | 6                       | Nightmare Revisited         |
| "Helter Skelter" (Rob Zombie & Мерилин Менсон) | 2018   | —        | —              | —                  | 9                       | Није ни на једном албуму    |
| "This Is Halloween"                            | 2018   | 26       | —              | —                  | —                       | Nightmare Revisited         |

## Остали пројекти
| Назив                                             | Година | Албум                                            |
| ------------------------------------------------- | ------ | ------------------------------------------------ |
| "Apple of Sodom"                                  | 1997   | Lost Highway                                     |
| "The Suck for Your Solution"                      | 1997   | Private Parts                                    |
| "Long Hard Road Out of Hell"                      | 1997   | Spawn: The Album                                 |
| "Golden Years"                                    | 1998   | Dead Man on Campus                               |
| "The Omen"                                        | 1998   | Flesh of My Flesh, Blood of My Blood — Ди-Ем-Екс |
| "Highway to Hell"                                 | 1999   | Detroit Rock City soundtrack                     |
| "Suicide Is Painless"                             | 2000   | Book of Shadows: Blair Witch 2                   |
| "The Way I Am" (Danny Lohner ремикс)              | 2000   | The Marshall Mathers LP — Еминем                 |
| "Break You Down"                                  | 2001   | 2000 Years of Human Error — Godhead              |
| "The Nobodies" (Wormwood ремикс)                  | 2001   | From Hell                                        |
| "The Beautiful People" (The WWF ремикс)           | 2002   | WWF Forceable Entry                              |
| "Redeemer"                                        | 2002   | Queen of the Damned                              |
| "The KKK Took My Baby Away"                       | 2003   | We're a Happy Family: A Tribute to Ramones       |
| "The La La Song"                                  | 2003   | Party Monster                                    |
| "Irresponsible Hate Anthem" (Venus Head Trap Mix) | 2005   | Saw II soundtrack                                |
| "This Is Halloween"                               | 2006   | The Nightmare Before Christmas                   |
| "LoveGame" (Chew Fu GhettoHouse Fix)              | 2009   | "LoveGame"/The Remix                             |
| "Bad Girl"                                        | 2013   | Avril Lavigne                                    |
| "Pussy Wet"                                       | 2013   | Diary of a Trap God — Gucci Mane                 |
| "Solid"                                           | 2013   | Wrong Cops (Best Of) — Mr. Oizo                  |
| "Stigmata"                                        | 2017   | Atomic Blonde                                    |

## Видеографија

### Видео албуми
| Назив | Детаљи | Позиција | Позиција | Позиција | Сертификат                                                                   |
| Назив | Детаљи | САД      | ФИН      | НЕМ      | Сертификат                                                                   |
| --- | --- | -------- | -------- | -------- | ---------------------------------------------------------------------------- |
| Dead to the World                                                                                             | - Датум објављивања: 10. фебруар 1998. - Издавачка кућа: Nothing, Interscope - Formats: VHS                                 | 1        | —        | —        | - CRIA: Златно                                                               |
| God Is in the T.V.                                                                                            | - Датум објављивања: 2. новембар 1999. - Издавачка кућа: Nothing, Interscope - Formats: VHS                                 | 3        | —        | —        |                                                                              |
| Guns, God and Government                                                                                      | - Датум објављивања: 29. октобар 2002. - Издавачка кућа: Eagle Rock Entertainment - Formats: VHS, DVD, Universal Media Disc | 1        | 4        | 75       | - RIAA: Платина - ARIA: Платина - CRIA: Платина - BVMI: Златно - BPI: Златно |
| Lest We Forget: The Best of — The Videos                                                                      | - Датум објављивања: 9. октобар 2004. - Издавачка кућа: Universal Music & Video Distribution - Формат: DVD                  | 1        | —        | —        |                                                                              |
| Guns, God and Government - Live in L.A.                                                                       | - Датум објављивања: 17. новембар 2009. - Издавачка кућа: Eagle Rock - Формат: блуреј                                       | —        | —        | —        |                                                                              |
| Born Villain                                                                                                  | - Датум објављивања: 28. август 2011. - Издавачка кућа: Hell, etc. - Формат: DVD                                            | —        | —        | —        |                                                                              |
| "—" означава издање које или није дебитовало на тој топ-листи или није дебитовало у/на тој држави/територији. | |          |          |          |                                                                              |

### Музички спотови
| Назив                                                   | Година | Режисер(и)                       |
| ------------------------------------------------------- | ------ | -------------------------------- |
| "Get Your Gunn"                                         | 1994   | Род Чонг                         |
| "Lunchbox"                                              | 1994   | Ричард Керн                      |
| "Dope Hat"                                              | 1995   | Том Стерн                        |
| "Sweet Dreams (Are Made of This)"                       | 1995   | Дин Кар                          |
| "The Beautiful People"                                  | 1996   | Флориа Сигисмонди                |
| "Tourniquet"                                            | 1996   | Флориа Сигисмонди                |
| "Man That You Fear"                                     | 1997   | W.I.Z.                           |
| "Cryptorchid"                                           | 1997   | Елиас Мерхиџ                     |
| "Antichrist Superstar"                                  | 1997   | Елиас Мерхиџ                     |
| "Long Hard Road Out of Hell"                            | 1997   | Метју Ролстон                    |
| "Apple of Sodom"                                        | 1998   | Џозеф Султис                     |
| "The Dope Show"                                         | 1998   | Пол Хантер                       |
| "I Don't Like the Drugs (But the Drugs Like Me)"        | 1998   | Пол Хантер                       |
| "Rock Is Dead"                                          | 1999   | Мерилин Менсон                   |
| "Coma White"                                            | 1999   | Самјуел Бајер                    |
| "Astonishing Panorama of the Endtimes"                  | 1999   | Пете Лист                        |
| "Disposable Teens"                                      | 2000   | Самјуел Бајер                    |
| "The Fight Song"                                        | 2001   | W.I.Z. и Мерилин Менсон          |
| "The Nobodies"                                          | 2001   | Пол Федор                        |
| "Tainted Love"                                          | 2002   | Филип Атвел                      |
| "Mobscene"                                              | 2003   | Мерилин Менсон и Томас Клос      |
| "This Is the New Shit"                                  | 2003   | The Cronenweths и Мерилин Менсон |
| "Saint"                                                 | 2004   | Асиа Аргенто                     |
| "Personal Jesus"                                        | 2004   | Мерилин Менсон и Нејта Кокс      |
| "Heart-Shaped Glasses (When the Heart Guides the Hand)" | 2007   | Мерилин Менсон                   |
| "Putting Holes in Happiness"                            | 2007   | Филип Грандрукс                  |
| "Arma-goddamn-motherfuckin-geddon"                      | 2009   | Делани Бишоп                     |
| "Running to the Edge of the World"                      | 2009   | Нејтан Кокс и Мерилин Менсон     |
| "WOW"                                                   | 2010   | Мерилин Менсон                   |
| "No Reflection"                                         | 2012   | Лукас Етлин                      |
| "Slo-Mo-Tion"                                           | 2012   | Мерилин Менсон                   |
| "Hey, Cruel World..."                                   | 2012   | Тим Матиа                        |
| "Deep Six"                                              | 2014   | Барт Хес                         |
| "The Mephistopheles of Los Angeles"                     | 2015   | Франческо Карозини               |
| "Third Day of a Seven Day Binge"                        | 2015   | Џереми Денџер и Травис Шин       |
| "Say10" (верзија 1)                                     | 2016   | Тајлер Шејлдс                    |
| "We Know Where You Fucking Live"                        | 2017   | Бил Јукић и Пероу                |
| "Say10" (верзија 2)                                     | 2017   | Бил Јукић                        |
| "Kill4Me"                                               | 2017   | Бил Јукић                        |
| "Tattooed in Reverse"                                   | 2018   | Бил Јукић                        |
| "Cry Little Sister"                                     | 2018   | Бил Јукић                        |

## Остала издања
| Година | Назив                            | Информације                                                                                         |
| ------ | -------------------------------- | --------------------------------------------------------------------------------------------------- |
| 2004   | Lunch Boxes & Choklit Cows       | Збирка ремастерованих раних нумера Мерилин Менсона & The Spooky Kids, које је објавио Скот Путески. |
| 2013   | Antichrist Final Songs           | Демо касета коју је Скот Путески постави на Ибеј.                                                   |
| N/A    | Lunch Boxes & Choklit Cows Vol.2 | Друга колекција ремастерираних раних пјесама Мерилин Мансона & The Spooky Kids.                     |

## Независна издања
| Година | Назив                        | Информације                                                                                     |
| ------ | ---------------------------- | ----------------------------------------------------------------------------------------------- |
| 1990   | The Raw Boned Psalms         | Прво издање касете Мерилин Менсон & Spookz Kids. Никада није изашла у продају                   |
| 1990   | The Beaver Meat Cleaver Beat | Друга касета, која је изашла у врло мали број примерака.                                        |
| 1990   | Big Black Bus                | Неколико песама са првог демоа бенда                                                            |
| 1990   | Grist-O-Line                 | Први снимак песме "Cake and Sodomy".                                                            |
| 1991   | Lunchbox                     |                                                                                                 |
| 1991   | After School Special         | Први снимак песама "Lunchbox" и "Cyclops".                                                      |
| 1992   | Live as Hell                 | Снимак уживо са "Radio Clash-a".                                                                |
| 1992   | The Family Jams              | Прва касета бенда. На њој се налази прво издање песме "Dope Hat".                               |
| 1993   | Refrigerator                 | Касета која је изашла у 100 примерака. На њој се налази старо издање песме"Wrapped in Plastic". |
| 1993   | The Manson Family Album      | Прва званична верзија песме "Portrait of an American Family" .                                  |